# Mattia Perin
Mattia Perin (Latina, Provincia Latina, Italia, 10 noiembrie din 1992) este un fotbalist Italian. Joacă ca portar la Juventus F.C. din Serie a din Italia.